# Strophopteryx rickeri
Strophopteryx rickeri is een steenvlieg uit de familie vroege steenvliegen (Taeniopterygidae). De wetenschappelijke naam van de soort is voor het eerst geldig gepubliceerd in 1976 door Zhiltzova.